# Børge Ring

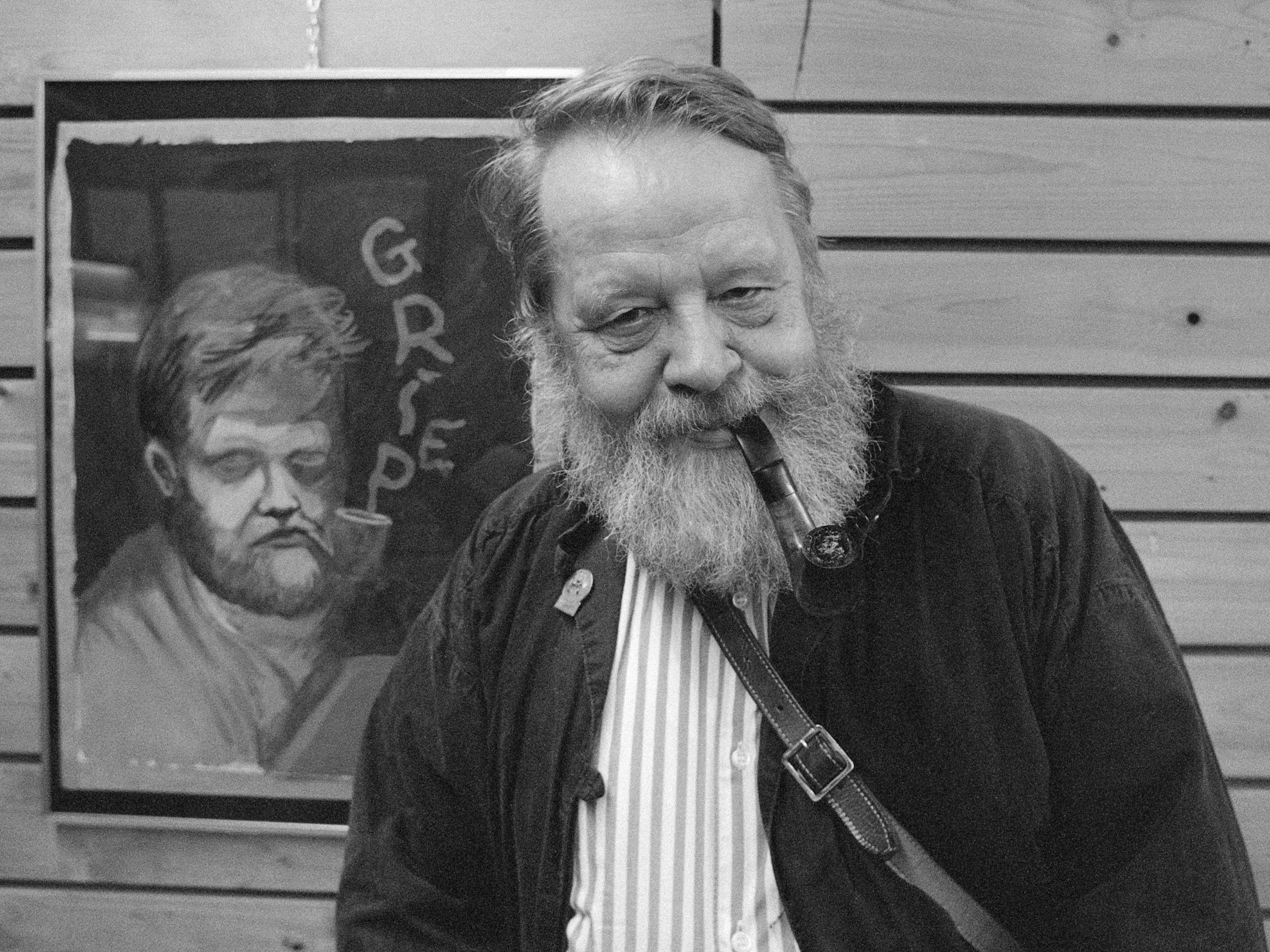
Dag van Børge Ring door Stripschap in Amsterdam; Børge Ring bij een van zijn zelfportretten (17 januari 1988)

Børge Ring (Ribe, 17 februari 1921 – Overlangel, 27 december 2018) was een in Nederland woonachtige Deense striptekenaar en maker van tekenfilms.

## Levensloop
Børge Ring was een zoon van de componist Oluf Ring (1884-1946). Als jazzmusicus maakte hij in Denemarken deel uit van verschillende orkesten. Hij werkte van 1952 tot 1973 bij de Toonder Studio's. Ook werkte hij als tekenaar voor Steven Spielberg, Walt Disney en Pink Floyd en werkte hij mee aan tekenfilms van Asterix, de Smurfen en de Roze panter. Voor het Nederlandse stripblad Sjors tekende hij enkele jaren de strip Distel. 
In 1978 maakte hij de tekenfilm Oh my darling, waarmee hij voor een Oscar genomineerd werd en de juryprijs voor de beste korte film op het Filmfestival van Cannes won. In 1986 won hij samen met de Nederlandse filmproducente Cilia van Dijk een Oscar voor de korte tekenfilm Anna & Bella. In 2000 maakte hij samen met zijn echtgenote Joanika Ring de film Run of the Mill, die de UNICEF Children's Award kreeg.
Ring en zijn Nederlandse echtgenote woonden sinds 1988 in Noord-Brabant, waar zij beiden aan huis werkten. Samen ontwikkelden zij de kinderserie Anton, die door Palm Plus Producties werd uitgevoerd en wereldwijd gedistribueerd. In 2012 ging door een brand in zijn woning veel werk en zijn gewonnen Oscar verloren. Door een internationale inzamelingsactie werd geld bijeengebracht om de woonboerderij te herbouwen. In 2015 verscheen zijn autobiografie Børge Ring, een weergaloos leven in muziek en tekenfilm en De kunst van / The art of Børge Ring, een uitgave met reproducties van zijn werk.
Børge Ring overleed in 2018 op 97-jarige leeftijd in zijn woonplaats Overlangel.

## Publicaties
- Børge Ring, een weergaloos leven in muziek en tekenfilm (autobiografie, 2015)
- De kunst van / The art of Børge Ring (samengesteld door Jan-Willem de Vries, 2015)